# Robert Manzon
 Robert Manzon  va ser un pilot de curses automobilístiques francès que va arribar a disputar curses de Fórmula 1. Va néixer el 12 d'abril del 1917 a Marsella, França.

## A la F1
Va debutar a la segona cursa de la història de la Fórmula 1 disputada el 21 de maig del 1950, el GP de Mònaco, que formava part del campionat del món de la temporada 1950 de F1, de la que va disputar només dues curses.
Robert Manzon va participar en un total de vint-i-nou curses (amb 2 podis) puntuables pel campionat de la F1, repartides al llarg de set temporades a la F1, les que corresponen als anys entre 1950 i 1956.

## Resultats a la F1
| Any  | Equip                | Xassís        | Motor   | 1       | 2       | 3     | 4       | 5       | 6       | 7       | 8       | 9       | Posició | Punts |
| ---- | -------------------- | ------------- | ------- | ------- | ------- | ----- | ------- | ------- | ------- | ------- | ------- | ------- | ------- | ----- |
| 1950 | Equipe Simca Gordini | Simca Gordini | Gordini | GBR     | MON Ret | 500   | SUI     | FRA 4   | BEL     | ITA Ret |         |         | 14è     | 3     |
| 1951 | Equipe Simca Gordini | Simca Gordini | Gordini | SUI     | 500     | BEL   | FRA Ret | GBR     | ALE 7   | ITA Ret | ESP 9   |         | -       | 0     |
| 1952 | Equipe Gordini       | Gordini       | Gordini | SUI Ret | 500     | BEL 3 | FRA 4   | GBR Ret | ALE Ret | HOL 5   | ITA 14  |         | 6è      | 9     |
| 1953 | Equipe Gordini       | Gordini       | Gordini | ARG Ret | 500     | HOL   | BEL     | FRA     | GBR     | ALE     | SUI     | ITA     | -       | 0     |
| 1954 | Equipe Rosier        | Ferrari       | Ferrari | ARG     | 500     | BEL   | FRA 3   | GBR Ret | ALE 9   |         | ITA Ret | ESP Ret | 15è     | 4     |
| 1954 | Scuderia Ferrari     | Ferrari       | Ferrari |         |         |       |         |         |         | SUI NVS |         |         | 15è     | 4     |
| 1955 | Equipe Gordini       | Gordini       | Gordini | ARG     | MON Ret | 500   | GBR Ret | BEL     | HOL Ret | ITA     |         |         | -       | 0     |
| 1956 | Equipe Gordini       | Gordini       | Gordini | ARG     | MON Ret | 500   | BEL     |         |         |         |         |         | -       | 0     |
| 1956 | Equipe Gordini       | Gordini       | Gordini |         |         |       |         | FRA 9   | GBR 9   | ALE Ret | ITA Ret |         | -       | 0     |

### Resum
| Curses: | Victòries: | Pòdiums: | Poles: | Voltes ràpides: | Punts: |
| ------- | ---------- | -------- | ------ | --------------- | ------ |
| 29      | 0          | 2        | 0      | 0               | 16     |